# Сезар Артуро Рамос
Сезар Артуро Рамос Паласуелос (ісп. César Arturo Ramos Palazuelos, 15 грудня 1983, Кульякан) — мексиканський футбольний арбітр.

## Кар'єра
Розпочав судити матчі вищого дивізіону Мексики у 2011 році. Через три роки, 1 січня 2014 року, отримав статус ФІФА. На міжнародній арені дебютував у матчі між збірними Французької Гвіани і Гондурасу в матчі кваліфікації на Золотий Кубок КОНКАКАФ.
У 2015 році  ФІФА включило його до списку арбітрів на чемпіонаті світу серед юнаків до 20 років в Новій Зеландії, де він обслуговував дві гри групового етапу та чвертьфінал.
У 2016 році обслуговував півфінал Ліги чемпіонів КОНКАКАФ, а у наступному турнірі судив другий фінальний матч.
У тому ж 2016 році судив два матчі на груповому етапі на футбольному турнірі Олімпійських ігор.
У 2017 році вдруге поспіль обслуговував матчі чемпіонату світу серед юнаків до 20 років у Південній Кореї. Відпрацювавши у двох матчах групи й чвертьфіналі, цього разу він також судив і гру за 3-тє місце.
У грудні 2017 року був серед арбітрів на Клубному чемпіонаті світу, де отримав направлення на фінал, між іспанським «Реалом» і бразильським «Греміо».
29 березня 2018 року рішенням ФІФА обраний головним арбітром для обслуговування матчів чемпіонату світу в Росії.
У 2022 році обраний арбітром на ЧС 2022 у Катарі.